# Чемпионат мира по итальянским шашкам 2024
1-й Чемпионат мира по итальянским  шашкам проходил 22—28 апреля 2024 года в Риме (Италия) по круговой системе. В турнире, который проводился Итальянской федерацией шашек, приняли участие в 12 спортсменов из 8 стран, среди них одна женщина. Ему предшествовал квалификационный раунд. Среди участников были неоднократные чемпионы Италии Микеле Майнелли и Франческо Джитто. Чемпионом мира стал Дамиано Шуто.

## Регламент финала
Контроль времени — 1 час плюс 30 секунд за каждый ход. Каждый раунд состоял из двух партий. За победу в каждой партии присваивалось 2 очка, за ничью 1 очко и 0 очков за поражение. Очки набранные за две партии суммировались. Призовой фонд составил 5500 евро, первому из неитальянцев гарантировался приз в 1000 евро.

## Квалификационный турнир
20 и 21 апреля проводился открытый квалификационный турнир среди итальянских шашистов, в котором участвовали украинский и молдавский шашисты — Вадим Лапин и Виктор Лунгу, соответственно. 31 спортсмен сыграл по швейцарской системе в 8 раундов с контролем времени 40 минут плюс 15 секунд за каждый ход. Каждый раунд состоял из одной партии. Первые два шашиста отобрались для участия в основном турнире. Ими стали Дамиано Шуто и Франческо Джитто.

## Результаты
| Место | Участник                 | Страна                   | Очки | Коэфф. |
| ----- | ------------------------ | ------------------------ | ---- | ------ |
| 1     | Дамиано Шуто             | Италия                   | 34   | 323,5  |
| 2     | Микеле Майнелли          | Италия                   | 33   | 319,5  |
| 3     | Франческо Джитто         | Италия                   | 33   | 308    |
| 4     | Мирко де Грандис         | Италия                   | 32   | 302,5  |
| 5     | Криспин Одхиамбо         | Кения                    | 26   | 230    |
| 6     | Игорь Мартынов           | Германия                 | 20   | 169    |
| 7     | Татьяна Зайцева          | Украина                  | 20   | 165,5  |
| 8     | Ричард Беквит            | США                      | 19   | 147    |
| 9     | Чжоу Цзянь Давид         | Китай                    | 18   | 156,5  |
| 10    | Вадим Лапин              | Украина                  | 15   | 120    |
| 11    | Рафаэль Антонио Родригес | Доминиканская Республика | 13   | 100,5  |
| 12    | Эйсебио Кабрал де Брито  | Гвинея-Бисау             | 1    | 9      |